# Unidad Granadina
Unidad Granadina (UG) fue un partido político español cuyo ámbito territorial se circunscribía a la provincia de Granada. Fue fundado en 1991 como iniciativa liderada por José Sánchez Faba, magistrado y primer presidente democrático de la Diputación de Granada.  
En el espectro político está situado como opción provincial independiente, con postulados principalmente cercanos al centro político y con ciertos matices concretos de la centroderecha granadina, por la propia composición y procedencia de gran parte de su membresía y electorado.

## Ideología política
La ideología política de UG estaba vertebrada por la defensa de Granada y de su provincia, fundamentalmente ante la administración autonómica y central. El ideario de la formación se basaba en la defensa de este territorio, argumentando agravios y marginación en lo que respecta a las inversiones económicas efectuadas por la Junta de Andalucía en infraestructuras y servicios, como el transporte ferroviario, así como una merma progresiva y constante de importancia e influencia de la capital granadina en la región andaluza desde la creación de la autonomía, y de pérdida por parte de esta de sedes institucionales territoriales y administrativas, que en muchos casos ejercían anteriormente sus funciones en el espacio territorial correspondiente a Andalucía Oriental.
Así pues, denunciaba el obsoleto sistema ferroviario del oriente andaluz en comparación con el moderno AVE de entonces Madrid-Sevilla, y el olvido del papel de Granada y de uno de sus municipios, Santa Fe, en el V Centenario del Descubrimiento de América debido principalmente a las Capitulaciones de los Reyes Católicos. De igual manera, también denunciaba la pérdida de instituciones como la Capitanía General de Granada (la IX Región Militar, suprimida el 17 de octubre de 1984, uniéndose a la II Región Militar (de Andalucía Occidental), en una nueva Región Militar Sur), la División Regional Agraria o la Comisaría Regional de Policía. La única institución que permaneció en Granada, la sede del Tribunal Superior de Justicia de Andalucía, percibían que era al final una institución compartida con Sevilla y Málaga, al albergar estas ciudades sedes de lo Social y de los Contencioso Administrativo, que en el caso de Sevilla tienen jurisdicción en Andalucía Occidental.
No obstante, Unidad Granadina también hacía un análisis autocrítico de esta situación, considerando responsables también a los propios políticos granadinos del Gobierno o de la oposición, que por su propia indiferencia o complicidad, dejaban a Granada huérfana de una fuerza política reivindicativa y netamente granadina que defiendiera los derechos e intereses de esta provincia, pues daban prioridad a la disciplina, obediencia e intereses de partido, que a la propia ciudadanía que los había escogido como representación.
Toda esta combinación de situaciones se sintetizaba en una imagen de una Granada decadente, agraviada, ninguneada, abandonada y olvidada, que Unidad Granadina consideraba inaceptable, acentuada por la propia posición de prestigio, influencia e importancia de Granada, que, como ellos definían, se trataba de una segunda capital de Andalucía, por su importancia histórica, cultural e institucional, tanto a nivel regional como nacional.

## Historia

### Fundación e inicios (1990)
Las orígenes de Unidad Granadina hunden sus raíces en los últimos meses de 1990, cuando a finales de los ochenta Alianza Popular se hallaba en un período de crisis interna. En Granada, dicho contexto cristalizó con la división del grupo municipal popular de la ciudad, pasando al grupo mixto los tres concejales de Alianza Popular Elena de Vizcaya y de Velasco, Rafael Ruiz de Palencia y Tomás Sola Martínez, este último además diputado provincial. En diciembre de 1990, estos ediles constituyeron un partido localista llamado Unidad Granadina, que acabó inscrito en el registro de partidos políticos en febrero de 1991.
Para encontrar financiación, la formación recurrió al empresario Ignacio Pozo García, excandidato de la Agrupación Ruiz-Mateos. Este empresario terminaría a por ser el primer (y único) presidente de la formación. Todo parecía indicar que la situación no iría más allá de presentar una lista electoral en la capital que garantizase la representación de los ediles díscolos de Alianza Popular. No obstante, cuando Ignacio Pozo y Tomás Sola le ofrecieron a José Sánchez Faba ser cabeza de lista en la candidatura municipal de Granada, hubo un antes y un después en la corta vida de esta formación política.

### Entrada de José Sánchez Faba en la formación
José Sánchez Faba fue presidente de la Diputación Provincial de Granada entre 1979 y 1983 por Unión de Centro Democrático, y se había caracterizado ya a comienzos de 1978 como un defensor de una autonomía exclusivamente para las provincias de Andalucía Oriental y, desde una postura independiente, había publicado una serie de artículos en el diario Ideal criticando el modelo unitarista que los diputados y senadores recién elegidos proponían en la Asamblea de Parlamentarios Andaluces de Antequera, celebrada el año anterior. Durante su mandato, defendió el fortalecimiento de las diputaciones provinciales como barrera frente a un posible macrocentralismo que podría establecerse en comunidades autónomas tan extensas como Andalucía. En 1991, siendo presidente de la sala de los Contencioso-Administrativo del Tribunal Superior de Justicia de Andalucía, Sánchez Faba anunció que se presentaba como candidato a la alcaldía de Granada por la nueva formación provincial, organización de la que llegó a ser vicepresidente. Esperó al 19 de marzo para confirmar la noticia, fecha en la que se jubilaba.
Pese a que la presidencia de la formación estaba en manos de Ignacio Pozo García, el protagonismo de Unidad Granadina recayó fundamentalmente en Sánchez Faba, quién infundió y rearmó de contenido ideológico al partido, centrándose desde entonces en defender los intereses de Granada y su provincia sin intermediarios y planteando una manera distinta de comprender Andalucía, siendo además la primera formación autóctona implantada también en otros municipios de la provincia aparte de la capital, gracias a sus contactos con otros políticos centristas en su etapa de presidente de la Diputación, y con la incorporación de grupos políticos independientes.

### Elecciones municipales de 1991
El desembarco del expresidente de la Diputación generó cierta preocupación en el Partido Popular, al ver la aparición de un competidor en su espectro político, en un momento en el que parecía haber posibilidades reales de superar al PSOE en el escenario local y ostentar la alcaldía. No faltaron descalificaciones y ataques de la formación popular a Unidad Granadina, de las que fue partícipe hasta Francisco Álvarez-Cascos, que acusó en el VII Congreso Provincial del Partido Popular de Granada a UG de estar financiado por el PSOE.
Entre tanto, el partido sufrió un proceso de expansión por la provincia, que, por la falta de tiempo y la concepción municipalista de su ejecutiva, llevó a la formación a ser concebida como una federación de partidos locales independientes unidos en torno a la defensa de la provincia. Se incorporó el alcalde de la Puebla de Don Fadrique, Genaro Molina, venido del Partido Andalucista, el de Cuevas del Campo y Huéneja, independientes, y los de Válor y Ventas de Huelma, procedentes del CDS. Muchos de estos alcaldes se sumaron al proyecto seducidos por la libertad y capacidad de maniobra que ofrecía y manifestaba Unidad Granadina, a diferencia de la habitual disciplina de partido existente en los grandes partidos. Sánchez Faba atrajo también a miembros destacados de UCD en la provincia, como Ángel Casares Jiménez, José Cuevas Pérez y José Pablo Serrano Carrasco, que también eran firmes partidarios de una autonomía para las provincias orientales.

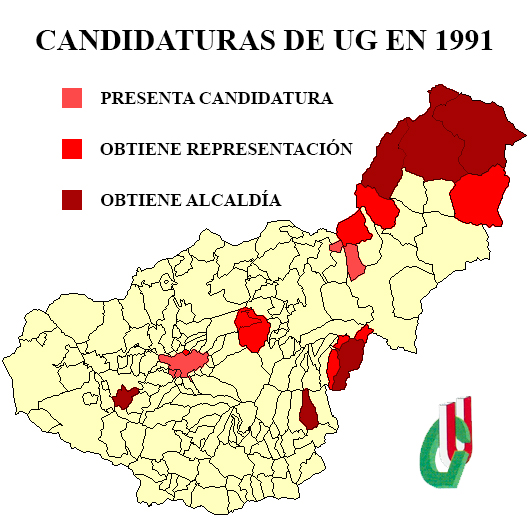
Mapa de municipios donde UG presentó candidatura en la Provincia de Granada, en las elecciones municipales de 1991.

Unidad Granadina finalmente presentó 18 candidaturas municipales, concentradas fundamentalmente en los partidos judiciales de Baza y Granada. No obstante, todos los esfuerzos se centraron en la capital, que conformó su agrupación local con antiguos miembros de la extinta UCD, afiliados de la Agrupación Ruiz-Mateos e independientes. La candidatura de UG en la capital granadina estaba formada mayoritariamente por profesionales al margen de la política, componiendo la lista las siguientes personas: José Sánchez Faba, Ignacio Pozo García, Margarita Capo Bover, Rafael Ruiz Palencia, Miguel Carrascosa Salas, Vicente Bravo Rodríguez, Enrique Callejón Arriola, María Paz Calvo Pancorbo, Francisco José López Silvente, Fernando Rodríguez Ginés, Antonio García Román, Luis Sánchez Velázquez, Agustín Carmona Fernández, María del Carmen Robles Jiménez, José Ruiz Matías, Juan Miguel Peñarrubia Rodríguez, María Tamayo López, Carmen García García, José Miguel Rojas Cardenete, Luis Fernando Quesada Velasco, Josefa Fernández Bertomeu, Ángel Casares Jiménez, Silvia González Meana, Juan José Gómez Mohedano, Miguel Cecilio Botella López, José Antonio Torres González y José Cuevas Pérez. Ante la tendencia de los grandes partidos de proyectar su campaña electoral en clave nacional, Unidad Granadina centró su campaña en cuestiones propuestas de ámbito fundamentalmente local.
UG planteó en su programa electoral nuevas medidas y propuestas encaminadas a desarrollar un proyecto inédito de ciudad. De este modo, se pretendía fomentar la cultura autóctona frente al folclore sevillano tan promocionado por la Junta de Andalucía. En urbanismo, se propuso crear un gran parque público en un espacio ocupado por la estación de la RENFE, rehabilitar el casco histórico y el barrio del Sacromonte, conservar la Vega de Granada y agilizar los trámites de construcción y demolición de viviendas. En materia de cultura, reivindicaba la Universidad Euroárabe para Granada, y se pretendía impulsar los festejos tradicionales de los barrios y la creación de un museo de artes y costumbres populares, apoyando con especial énfasis las creaciones de artistas y artesanos locales. Todas estas y otras muchas propuestas se combinaban con la denuncia de los agravios que había sufrido Granada por parte de la Junta de Andalucía y el Gobierno central en años anteriores. Unidad Granadina también apostaba por dotar de mayores competencias a la Diputación Provincial, y plantear la secesión de Andalucía Oriental si la Junta se negaba.
No obstante, el panorama electoral se iba mostrando con el paso de las semanas cada vez menos esperanzador para la formación provincial. La cobertura informativa ofrecida por los medios de comunicación al partido fue bastante deficiente, y la posibilidad real percibida por el electorado de centroderecha de poder sacar del gobierno municipal al PSOE de Antonio Jara de manos de la candidatura popular de Gabriel Díaz Berbel, concentraba todo el voto útil, incluso el de sectores críticos, en torno a un recién renovado Partido Popular a nivel nacional. Esto animó a los populares granadinos a seguir apuntando sus críticas hacia Unidad Granadina, provocando hasta una querella de José Sánchez Faba contra un alto cargo local popular que acusaba al partido granadinista de estar financiado por el PSOE. En cualquier caso, las encuestas daban a Unidad Granadina entre un 2-3,5% de intención de voto, lejano del 5-6% suficiente para poder obtener el primer acta de concejal. Finalmente, en las elecciones municipales de España de 1991, Unidad Granadina logró 53 concejales y 9333 votos en toda la provincia, y algunas alcaldías (principalmente en el norte de la provincia), la candidatura de la capital no prosperó, logrando 2185 votos, que, con cerca de un 2% de voto, quedaron muy lejanos aún de los cerca de 6000 votos suficientes para lograr el primer acta de concejal.
| Municipio              | Partido Judicial | Número de votos | Número de concejales | Notas                                                                                 |
| ---------------------- | --- | --------------- | -------------------- | ------------------------------------------------------------------------------------- |
| Armilla                | Granada | 128             | 0 / 17               | No obtiene representación.                                                            |
| Cájar                  | Granada | 38              | 0 / 9                | No obtiene representación.                                                            |
| Castril                | Huéscar | 962             | 6 / 11               | Obtiene alcaldía.                                                                     |
| Churriana de la Vega   | Granada | 142             | 0 / 13               | No obtiene representación.                                                            |
| Cortes de Baza         | Baza | 159             | 1 / 11               | Obtiene representación.                                                               |
| Cuevas del Campo       | Baza | 444             | 4 / 11               | Obtiene representación.                                                               |
| Diezma                 | Guadix | 148             | 2 / 9                | Obtiene representación.                                                               |
| Dólar                  | Guadix | 88              | 1 / 7                | Obtiene representación.                                                               |
| Freila                 | Baza | 54              | 0 / 9                | No obtiene representación.                                                            |
| Granada                | Granada | 2.185           | 0 / 27               | No obtiene representación.                                                            |
| Huéneja                | Guadix | 497             | 5 / 9                | Obtiene alcaldía.                                                                     |
| Huéscar                | Huéscar | 2.182           | 9 / 17               | Obtiene alcaldía.                                                                     |
| Jun                    | Granada | 139             | 2 / 7                | Obtiene representación.                                                               |
| La Peza                | Guadix | 202             | 2 / 9                | Obtiene representación.                                                               |
| Orce                   | Huéscar | 203             | 3 / 9                | Obtiene representación.                                                               |
| Puebla de Don Fadrique | Huéscar | 1.107           | 8 / 11               | Obtiene alcaldía.                                                                     |
| Válor                  | Órgiva | 428             | 6 / 9                | Obtiene alcaldía.                                                                     |
| Ventas de Huelma       | Loja | 227             | 4 / 7                | Obtiene alcaldía.                                                                     |
| TOTAL                  | Granada: 5 municipios. Guadix: 4 municipios. Huéscar: 4 municipios. Baza: 3 municipios. Órgiva: 1 municipio. Loja: 1 municipio. (TOTAL: 18 municipios.) | 9.333           | 53 / 1702            | De 18 candidaturas, obtuvo representación en 13 municipios y alcaldías en 6 de ellos. |

### Descomposición y disolución
Pese a que tras los resultados electorales, Unidad Granadina parecía haberse asentado demoscópicamente en la provincia, lo cierto es que la realidad se mostró de manera mucho más distinta y desfavorable para la organización política. No se había obtenido representación ni en el Ayuntamiento de Granada ni en la Diputación Provincial, pese a los buenos resultados en el partido judicial de Baza. La agrupación local de Unidad Granadina en la ciudad de Granada se disolvería pocos meses después. Tras los resultados de los comicios, José Sánchez Faba abandonó definitivamente la política, prosiguiendo su activo voluntariado social y volviendo al mundo judicial hasta 1994 como magistrado suplente al ser designado por el Consejo General del Poder Judicial.

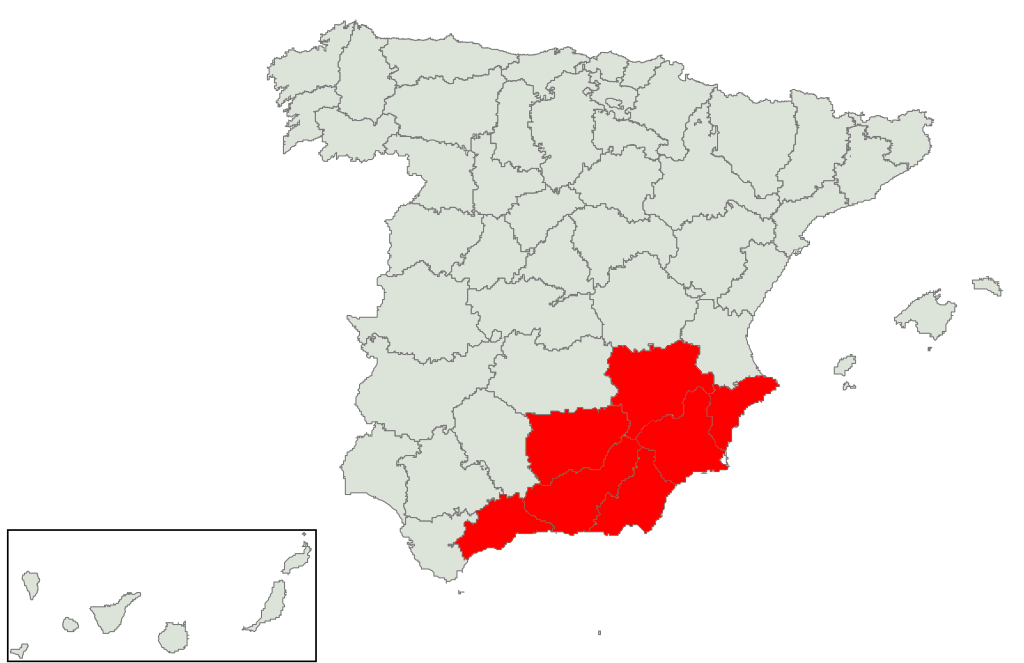
Región del Sureste reivindicada por FIS.

A principios de 1993, Unidad Granadina se integró en la Federación de Independientes del Sureste (FIS), una coalición de distintos partidos provinciales y locales de las provincias de Granada, Málaga, Jaén, Almería, Albacete, Alicante y Murcia. La Federación, que no ha pervivido hasta la actualidad, pretendía la defensa y reconocimiento de la Región del Sureste, compuesta por las provincias de Andalucía Oriental, Murcia, Albacete y Alicante. FIS apoyaba la reivindicación provincialista de Cartagena y aspiraba a que la Comunidad Europea reconociera como región al Sureste de España. En dicha coalición se integraron los partidos Unidad Alicantina, Partido Regionalista de Murcia, Unidad y Progreso de Cartagena, Partido Democrático de Roquetas, Partido Mancheguista de Albacete e independientes de Málaga, Almería y Jaén.
Con el transcurrir de la legislatura, alcaldes, concejales y militantes se incorporaron al Partido Popular, como en el caso de Huéscar (donde la formación popular había quedado sin representación), con el alcalde José Pablo Serrano Carrasco a la cabeza, o en el de Ventas de Huelma, de manos de su alcalde José Ávila Vargas, influidos por el desplome paulatino de Unidad Granadina y la falta de apoyos en la Diputación de Granada. A mediados de 1995, Unidad Granadina estaba prácticamente casi extinta, y mantenía en Genaro Molina y la Puebla de Don Fadrique sus principales señas de identidad. Para las elecciones municipales de 1995, los restos de Unidad Granadina y Genaro Molina se presentaron a los comicios bajo la marca FADI (Federación Andaluza de Independientes), desapareciendo así el primer intento serio de conformación de una alternativa política independiente y de corte regionalista para Granada y su provincia.

### Polémica en la Puebla de Don Fadrique
Unidad Granadina contó para su candidatura en la Puebla de Don Fadrique con el político exandalucista Genaro Molina como cabeza de cartel. Los resultados electorales de 1991 otorgaron a Unidad Granadina y a su candidato poblato una holgada mayoría absoluta en el municipio, obteniendo la formación provincial 8 concejales de los 11 del consistorio, logrando un sonoro éxito en la zona norte de la provincia.
Si bien han sido cada vez más numerosas las anécdotas y polémicas protagonizadas por Genaro Molina, político de comportamientos violentos y extravagantes, a lo largo de todas sus legislaturas como edil o alcalde, cabe resaltar una que pone de manifiesto aquella imagen centralista de la autonomía andaluza, percibida por parte de la ciudadanía de la provincia de Granada, que contextualiza muy bien el ambiente social que hizo resurgir una organización política con un ideario como el que defendía Unidad Granadina.

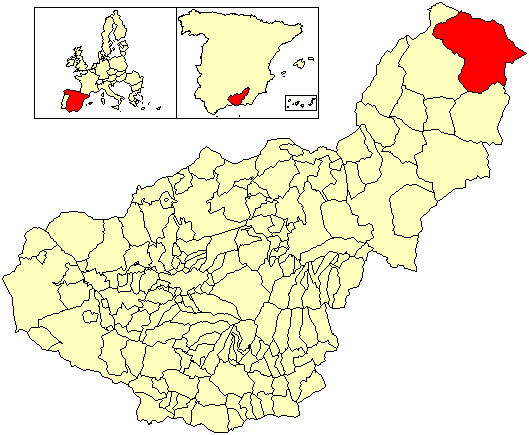
Situación de la Puebla de Don Fadrique en la Provincia de Granada.

Como repulsa por el "sistemático abandono con el que la Junta tenía sometida a la zona norte de la provincia de Granada", según denunciaba la corporación local de Unidad Granadina en La Puebla, en noviembre de 1991, el Ayuntamiento de la Puebla de Don Fadrique acordó romper relaciones con la Junta de Andalucía y cerrar el ayuntamiento, con la pretensión de entregar las llaves del consistorio al delegado de Gobernación en Granada y al Presidente de la Diputación, hecho que al final no llegó a acontecer. Esperaba con esta maniobra que más pueblos de la comarca de Huéscar se sumasen a la iniciativa, que tuvo como punto de partida la denegación por parte del Gobierno de todas las subvenciones solicitadas. El municipio también denunciaba la situación tercermundista del mismo en comparación con todas las efemérides y commemoraciones de 1992. En la legislatura anterior, Genaro Molina propuso la ruptura con la autonomía andaluza y la integración del municipio en la Región de Murcia, llegando incluso a solicitar la dependencia administrativa del municipio de la autonomía murciana.
A principios de 1991, el Ayuntamiento mantuvo una huelga, sin tramitar multas ni notificaciones procedentes de la Junta de Andalucía, aunque manteniendo unos servicios mínimos municipales. Los vecinos emplearon una bandera de Europa con 12 calaveras en lugar de las 12 estrellas, con las que denunciaban el abandono del pueblo por parte de la Comunidad Europea, y sembraron de carteles contra la Expo del 92 la carretera comarcal 330 Cieza-Pozo Alcón. Varios municipios de la comarca estudiaron solidarizarse y sumarse a estas protestas. En aquellas protestas se hizo hincapié en la falta de servicios básicos de varias localidades del municipio poblato, donde había más de 100 casas en ruina, la inexistencia de ambulancia, falta de redes de alcantarillado, el diseminado de Bugéjar no disponía de agua ni electricidad, el colegio de Almaciles estaba en mal estado, no se había cubierto la plaza de médico, no se disponía de veterinario, y las ayudas de la Diputación granadina eran insuficientes. Finalmente, todos estos actos no llegaron mucho más lejos, pero supusieron un golpe de efecto que conformó una anécdota bastante llamativa de denuncia de desequilibrio territorial.

## Resultados electorales

### Elecciones municipales[27]
| Elecciones y fecha                       | Votos | Porcentaje | Concejales de la provincia de Granada |
| ---------------------------------------- | ----- | ---------- | ------------------------------------- |
| Elecciones municipales de España de 1991 | 9.333 | 2,43%      | 53/1702                               |

### Elecciones a la Alcaldía de Granada[27]
| Elecciones y fecha                       | Cabeza de lista   | Votos | Porcentaje | Concejales |
| ---------------------------------------- | ----------------- | ----- | ---------- | ---------- |
| Elecciones municipales de España de 1991 | José Sánchez Faba | 2.185 | 1,98%      | 00/27      |

## Presidentes del partido
- Ignacio Pozo: 1991-1995